# Eparchie Križevci
Die Eparchie Križevci (lateinisch Eparchia Crisiensis, kroatisch Križevačka eparhija bzw. veraltet Križevačka biskupija) ist eine griechisch-katholische Eparchie für die Katholiken des byzantinischen Ritus in Kroatien, Slowenien und Bosnien-Herzegowina. 
Als Suffraganbistum gehört es zur römisch-katholischen Metropolie Zagreb. Die griechisch-katholische Eparchie wurde 1777 auf Initiative der Kaiserin Maria Theresia durch Papst Pius VI. errichtet. Diese Gründung ist in der Bulle (Charitas illa) vermerkt. Sitz des Bischofs war seit 1966 nicht mehr Križevci (dt. Kreutz/Kreuz), sondern Zagreb bis im Jahr 2021 Bischof Milan Stipić den Sitz erneut nach Križevci zurück verlegt hat. Zuvor hatten die ersten Bischöfe seit der Union von Marča im Jahr 1611 ihren Sitz im Kloster Marča und später in Pribić bei Žumberak. 1777 wurde der Sitz dann nach Gornji Tkalec verlegt, bis 1801 das ehemalige Franziskanerkloster in der Stadt Križevci, die heutige Bischofsresidenz, bezugsfertig war. Als Liturgiesprachen sind heute Kirchenslawisch, Kroatisch und Ukrainisch in Gebrauch. Die Eparchie Križevci ehrt als Schutzpatrone die Hll. Drei Hierarchen, Hl. Basilius von Caesarea, Hl. Gregor von Nazianz und Hl. Johannes Chrysostomos, während der Erzengel Michael der Schutzpatron der alten Eparchie Marča war und als solcher auch Eparchiepatron geblieben ist.
Die Eparchie unterhält ein Griechisch-katholisches Priesterseminar in Zagreb, das 1681 von Bischof Pavao Zorčić gegründet wurde. Seit 8. September 2020 ist Milan Stipić Bischof von Križevci.

## Geschichte
Seit Mitte des 15. Jahrhunderts flohen orthodoxe Christen unterschiedlichster Volksgruppen in größerer Zahl aus dem osmanischen Machtbereich in das unter habsburgischer Herrschaft stehende Kroatien. Sie wurden zunächst im Bereich der Militärgrenze und nach der Zurückdrängung der Türken Ende des 17. Jahrhunderts auch in Slawonien und in der Vojvodina angesiedelt. In der Gegend um Križevci handelte sich zunächst um so genannte Walachen, wie sie in den zeitgenössischen Quellen bezeichnet wurden, da Walache im osmanischen Reich ebenso einen sozialen Status bezeichnete, meistens mit mehr Rechten verbunden als sie der Großteil der christlichen Untertanen, die Reâyâ, besaßen, und dem verschiedene, vorwiegend orthodoxe Volksgruppen angehörten. Bedeutende pastorale Tätigkeit unter den Neuankömmlingen übte der Pfarrer Martin Dubravić aus, der Sohn einer Familie, welche den byzantinischen Ritus praktizierte. Er stammte aus der Stadt Ivanić-Grad, wurde vom Laibacher Bischof Thomas Hren finanziell unterstützt und bekam eine allgemeine theologische Ausbildung. Später wurde er Kanoniker des Zagreber Kapitels. Von 1618 bis 1628 stand an seiner Seite der römisch-katholische Bischof Petar Domitrović. Er war neben Martin Dubravić die Schlüsselfigur in den Vereinigungsverhandlungen mit orthodoxen Volksgruppen. Der Geburtsort des Bischofs von Zagreb ist nicht mehr genau zu lokalisieren. Die Meinungen der kirchengeschichtlichen Historiker gehen jedoch von zwei Möglichkeiten aus: Oštrc oder Jastrebarsko in der Nähe von Ivanić-Grad.
Das Kloster Marča war zunächst das Zentrum der Unionsbewegung und Residenz des ersten unierten Bischofs Simeon Vratanja, dem Martin Dubravić als Delegat Dienste erwies. Mit dem Zagreber Bischof Petar Domitrović pflegte Bischof Simeon Vratanja sehr gute Beziehungen. Das Kloster Marča lag zwischen den Städten Ivanić-Grad und Čazma, östlich von Zagreb, welches dem Bistum Zagreb angehörte. Papst Paul V. gründete kanonisch das Kloster Marča am 21. November im Jahre 1611 (päpstliches Breve Divina Majestis arbitris) und ernannte Simeon Vratanja im selben Jahr zum Bischof. Dieses wurde weltlich durch Ferdinand III. bestätigt. Simeon Vratanja kam aus Slawonien, aus dem Kloster Remete bei Orahovica. Kirchengeschichtlich trat Bischof Simeon Vratanja als Mönch und zwar im Generalrat von Varaždin in Erscheinung. Er stellt die zentrale Figur bei den Bemühungen um einen konfessionellen Frieden dar und war der erste unierte Bischof Kroatiens.
Zu Beginn des 17. Jahrhunderts, als der Erzbischof von Esztergom, Péter Pázmány, die Rekatholisierung der ungarischen Länder energisch vorantrieb, wurde von Papst Paul V. auch ein Bischofsvikar für die Christen des byzantinischen Ritus ernannt und dem Bischof von Zagreb unterstellt. Ziel war es, die orthodoxen Untertanen der ungarischen Krone in die römisch-katholische Kirche zu integrieren. Die mangelnde Eigenständigkeit der Vikare und die geringe Rücksichtnahme auf die Bedürfnisse der Gläubigen orthodoxer Tradition ließ dieses Vorhaben nur in Ansätzen gelingen. Als im Jahre 1690 tausende Serben nach einem gescheiterten Aufstand gegen die Osmanen mit ihrem Patriarchen Arsenije III. Crnojević an der Spitze in die bereits habsburgischen Gebiete Syrmien, Slawonien und Vojvodina flohen, traten viele der unierten Katholiken wieder zur Orthodoxie über. Ihnen wurde von Kaiser Leopold freie Religionsausübung gewährt.

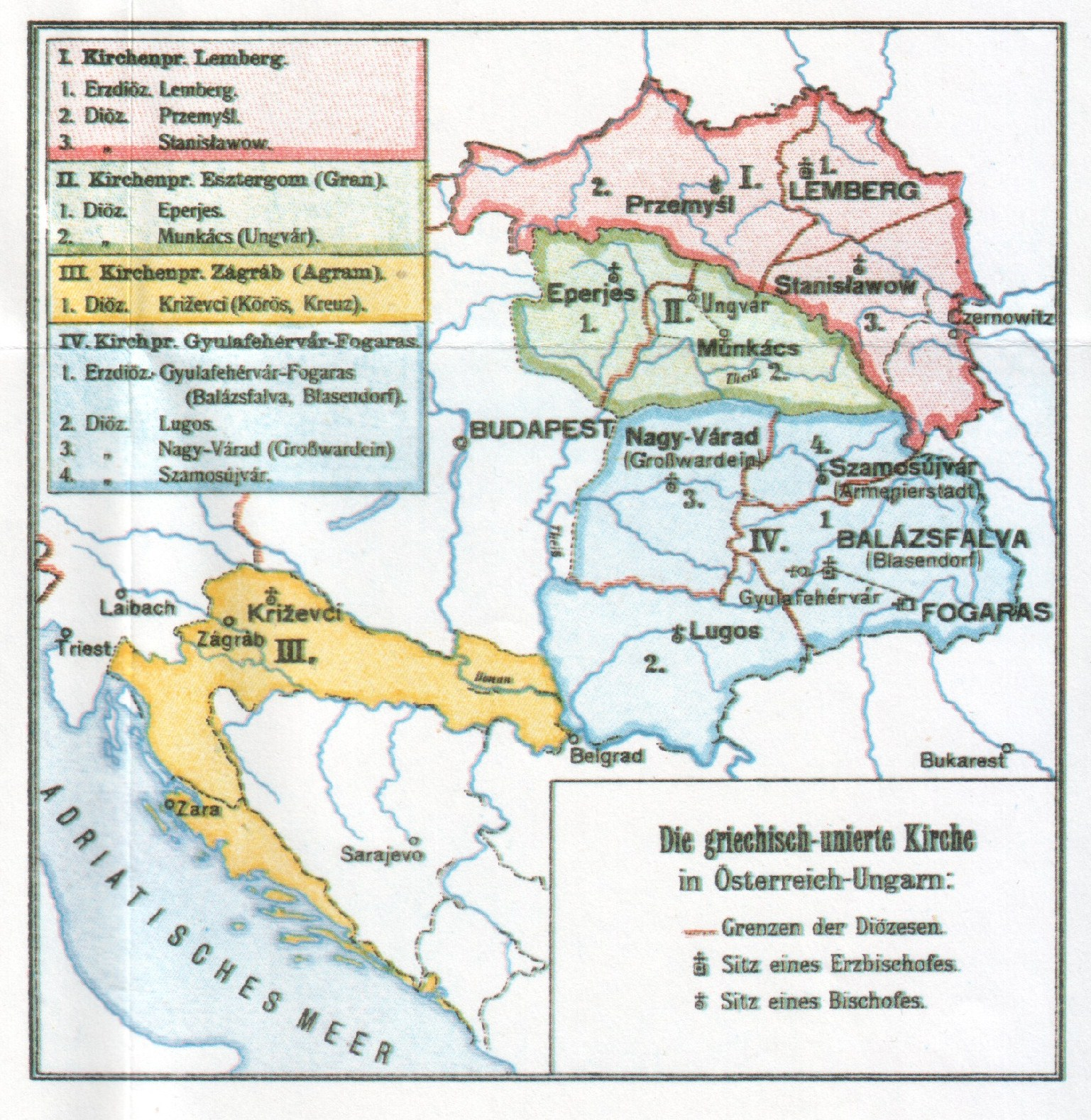
Diözese Križevci (gelb) in Österreich-Ungarn, 1909

Kaiserin Maria Theresia erkannte die organisatorischen Defizite in Bezug auf die Katholiken des byzantinischen Ritus und initiierte deshalb für sie die Errichtung einer unabhängigen Hierarchie. 1777 wurde deshalb die Eparchie Križevci in Slawonien gegründet, dem nun auch die Ruthenen in der Batschka unterstellt wurden (die vorher der Jurisdiktion des Erzbischofs von Kalocsa unterstanden). Bis 1852 gehörte es zur Kirchenprovinz Esztergom. Nach der Erhebung des Bistums Zagreb zum Erzbistum wurde die Eparchie von Križevci Teil der neuen kroatischen Kirchenprovinz.
Die bischöfliche Residenz wurde in einem ehemaligen Franziskanerkloster eingerichtet. Dessen Klosterkirche diente als Kathedrale (St. Trinitatis) des griechisch-katholischen Bischofs. In der habsburgischen Zeit erstreckte sich die Jurisdiktion nur über die unierten Katholiken in Kroatien-Slawonien.
Seit der Gründung Jugoslawiens 1918 fielen alle Katholiken des byzantinischen Ritus auf dessen Staatsgebiet in den Zuständigkeitsbereich der Eparchie Križevci. Dazu gehörten recht verschiedene Gruppen, so die unierten Rumänen im Banat, viele Ruthenen in der Wojwodina, einige unierte Pfarreien in Dalmatien sowie einige byzantinisch-katholische Mazedonier und Albaner im Süden des Landes. Die kleine finanzschwache Eparchie war mit der Betreuung der Seelsorge in diesem weitläufigen Gebiet völlig überfordert. Aufgrund der gespannten vatikanisch-jugoslawischen Beziehungen, sowohl vor als auch nach dem Zweiten Weltkrieg konnte eine Neustrukturierung der Seelsorgebezirke für die Unierten aber erst zu Beginn des 21. Jahrhunderts vorgenommen werden. In Mazedonien und Serbien (mit der Vojvodina), die früher ebenfalls zu Križevci gehörten, wurden 2001 in Strumica (bei Skopje) beziehungsweise 2003 in Ruski Krstur eigene Exarchate für die Katholiken des byzantinischen Ritus errichtet. Seither fungiert das Exarchat als Repräsentation einer Kroatischen griechisch-katholischen Kirche, die als solche aber noch nicht formal eingerichtet ist.
In den USA und in Kanada gründeten griechisch-katholische Auswanderer aus Kroatien zahlreiche Kirchengemeinden. Sie unterstehen jedoch den dortigen Bischöfen des byzantinischen Ritus.
November 2012 war – anlässlich des 400. Jahrestages der erneuten Einheit der griechisch-katholischen Kirche Kroatiens mit dem apostolischen Sitz in Rom (Union von Marča) – Križevci Gastgeber des 15. Treffens der Bischöfe der katholischen Kirchen des orientalischen Ritus.

## Verbreitung und Volksgruppen

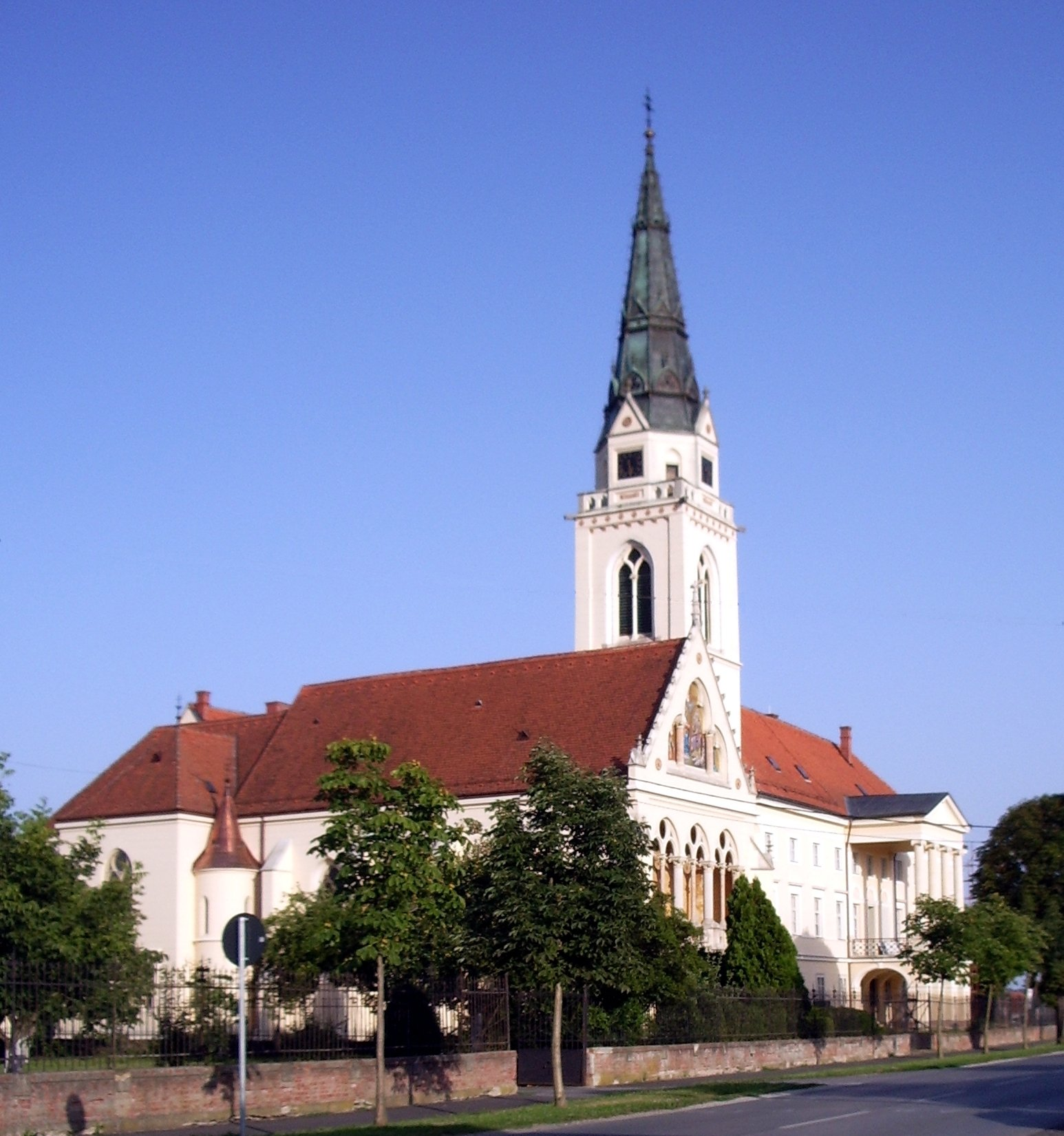
Kathedrale der Heiligsten Dreieinigkeit in Križevci (Kroatien)

Die ostkatholischen Gläubigen, die sich griechisch-katholisch nennen, stammten aus verschiedensten unierten Kirchen: aus der bereits erwähnten in Kroatien, aus der ukrainischen in Brest-Litowsk (1596 abgeschlossen, umfasste Gebiete der heutigen Staaten Polen, Belarus und Ukraine), aus der ruthenischen von Uschgorod (1646) im ukrainischen Transkarpatien, aus der Kirche von Siebenbürgen (1700) in Rumänien und in Bulgarien aus der Kirche von Kilikis im ägäischen Teil von Makedonien (1860). Die Ruthenen aus den (damals ungarischen) Karpaten wurden vom österreichischen Staat ab dem Jahre 1745 in der, zu dieser Zeit gerade von den Türken befreiten, Batschka angesiedelt. Auch die ukrainischen Ruthenen wurden vorwiegend in der Gegend um Banja Luka gegen Ende des 19. Jahrhunderts angesiedelt. Die ostkatholischen Bulgaren stammen von Orthodoxen ab, die unter der Leitung ihres Metropoliten Josif Sokolski im Jahre nach 1860 in (wie oben erwähnt) Kilkis bei Saloniki eine Union mit der römisch-katholischen Kirche eingingen.
Die Zahlen der griechisch-katholischen Christen in dieser Region ist in den vergangenen Jahrzehnten stark zurückgegangen. Gründe sind unter anderem: Abwanderungen in andere Länder oder Assimilierungen in römisch-katholischen Gegenden, besonders in den Städten. Mischehen nach westlichem Ritus sind auch Hauptgründe der schwindenden Zahl von Gläubigen. Dem Schematismus der Diözese Križevci aus dem Jahr 1974 zufolge lebten damals in der gesamten Eparchie in 62 Pfarreien – von denen sieben bereits erloschen waren – 58.778 Gläubige. Im Jahre 1990 gibt der Schematismus eine Zahl von 48.970 Gläubigen an, in insgesamt 52 Pfarreien.
In der Republik Kroatien leben heute etwa 15.600 der insgesamt 21.500 griechisch-katholischen Diözesane in 32 Pfarreien. Für sie gibt es 22 aktive Priester. 16 von ihnen sind Weltgeistliche der Eparchie von Križevci. Der Eparchie sind auch einige den byzantinischen Ritus pfegende Klöster mit rund 100 Nonnen zugeordnet und ein Männerkloster Maria-Schutz in Kričke. Von den griechisch-katholischen Gläubigen in Kroatien sind 7.830 Rusinen, 6.294 Kroaten und 2.295 Ukrainer. In den Nachbarstaaten Slowenien und Bosnien-Herzegowina unterstehen dem Bistum 1.298 bzw. 4.776 Gläubige.

## Gliederung

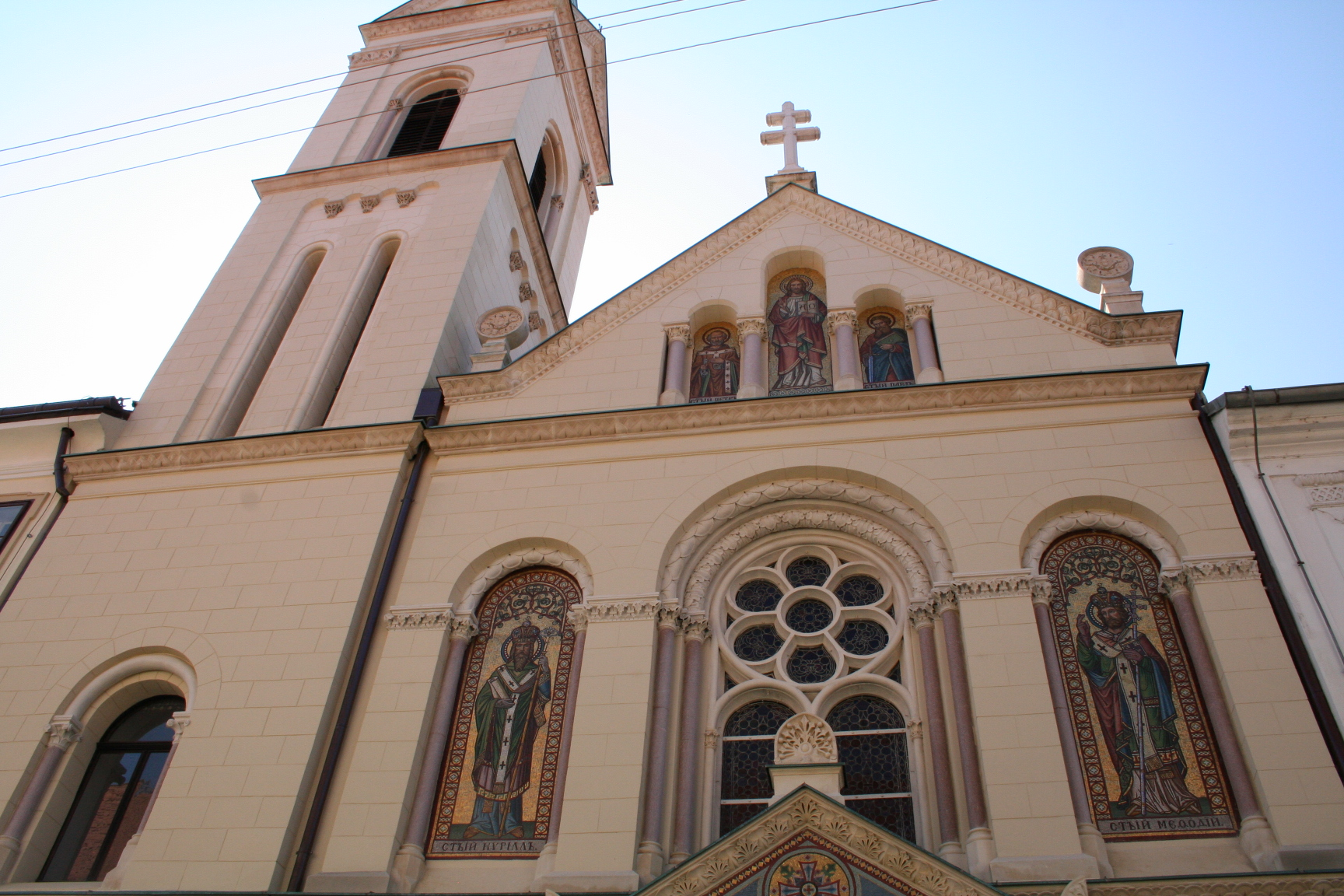
Konkathedrale der Heiligen Kyrill und Method (Konkatedrala Sv. Ćirila i Metoda) in Gornji Grad, einem Stadtviertel von Zagreb

Das Bistum ist in die vier Vikariate Žumberak, Slawonien-Syrmien, Dalmatien und Bosnien-Herzegowina gegliedert.

### Vikariat Žumberak (Žumberački vikarijat)

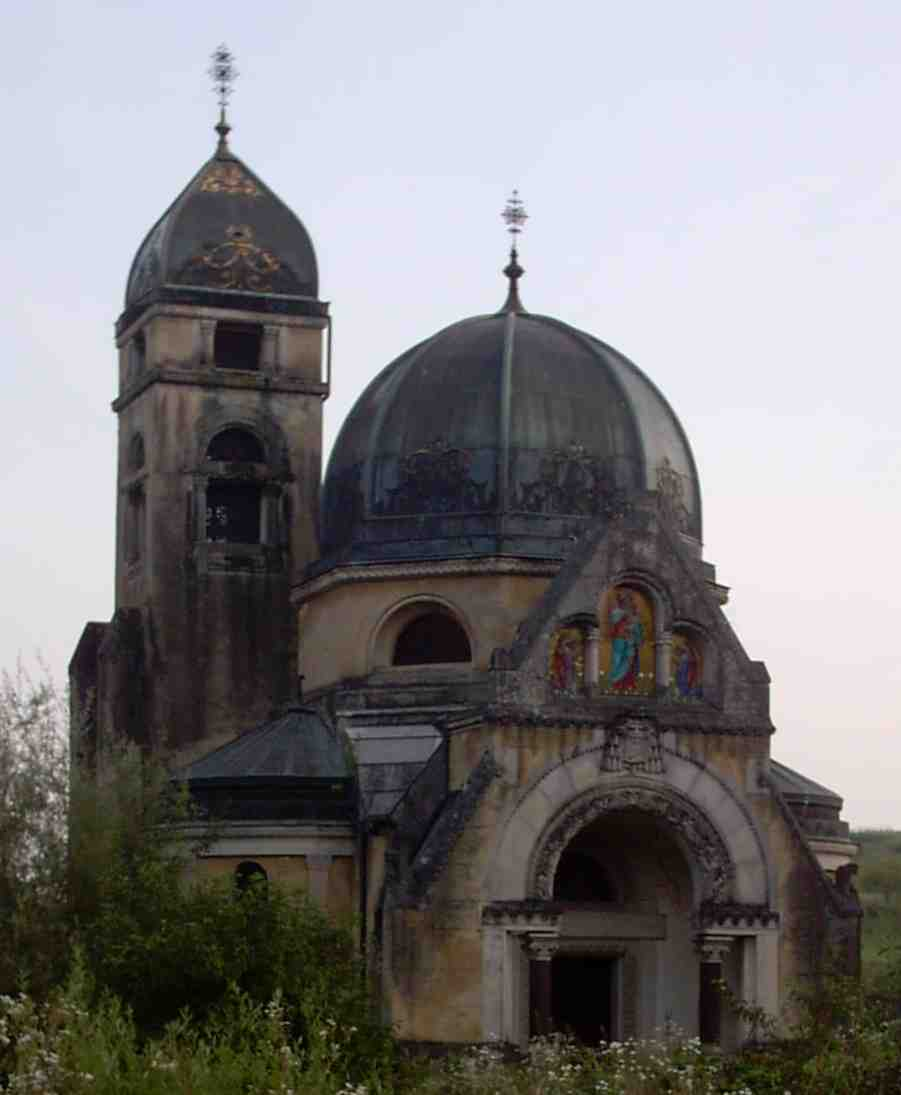
Mariä-Verkündigung-Kirche in Pribić nahe Krašić in Nordwest-Kroatien

- Dekanat Žumberak (Žumberački dekanat) mit 7 Pfarreien und 1 Pastoralzentren in Kroatien sowie 2 Pfarreien und 1 Pastoralzentren und Slowenien:
  - Kroatien
    - Župa Rođenja sv. Ivana Krstitelja in Grabar (Ort Golubići, Gemeinde Samobor)
    - Župa sv. Antuna Velikog im Dorf Kašt (Gemeinde Ozalj)
    - Župa sv. Petra i Pavla im Dorf Mrzlo Polje (Gemeinde Veliko Trgovišće; Gespanschaft Krapina-Zagorje)
    - Župa Uznesenja presvete Bogorodice im Ort Pećno (Gemeinde Krašić)
    - Župa Uskrsnuća Gospodnjeg im Ort Radatovići (Gemeinde Ozalj)
    - Župa sv. Petra i Pavla im Ort Sošice (Gemeinde Žumberak)
    - Župa sv. Velikomućenika Jurja im Dorf Stojdraga (Gemeinde Samobor)

  - Slowenien
    - Župa Rođenja presvete Bogorodice im Ort Drage (Gemeinde Metlika)
    - Župa sv. Ćirila i Metoda in der Stadt Metlika

  - Pastoralzentren
    - Kroatien
      - Grkokatolički pastoralni centar in der Stadt Rijeka

    - Slowenien
      - Grkokatolički pastoralni centar sv. Mihaela Arkanđela in der Stadt Ljubljana
- Dekanat Stolni (Stolni dekanat) mit 7 Pfarreien in Kroatien:
  - Pfarreien
    - Župa Preobraženja Gospodnjega in der Stadt Jastrebarsko
    - Župa Uzvišenja Časnog Križa in der Stadt Karlovac
    - Župa Presvete Trojice in der Stadt Križevci
    - Župa Blagovijesti im Dorf Pribić (Gemeinde Krašić)
    - Župa Muka presvete Bogorodice in der Stadt Samobor
    - Župa sv. Ćirila i Metoda in Zagreb
    - Župa Krista Kralja in Stenjevec (Stadtbezirk von Zagreb)

### Vikariat Slawonien-Syrmien (Slavonsko srijemski vikarijat)
- Dekanat Slavonski (Slavonski dekanat) mit 7 Pfarreien in Kroatien:
  - Župa Uspenija presvete Bogorodice im Ort Gornji Andrijevci (Gemeinde Sibinj; Gespanschaft Brod-Posavina)
  - Župa Rođenja presvete Bogorodice im Ort Kaniža (Gemeinde Bebrina; Gespanschaft Brod-Posavina)
  - Župa Bezgrešnog začeća Presvete Bogorodice in Lipovljani
  - Župa Krista Kralja in Osijek
  - Župa sv. Jozafata in Sibinj (Gespanschaft Brod-Posavina)
  - Župa Uzvišenja sv. Križa in Slavonski Brod
  - Župa Uspenija Presvete Bogorodice im Ort Šumeće (Gemeinde Bebrina; Gespanschaft Brod-Posavina)
- Dekanat Vukovar (Vukovarski dekanat) mit 8 Pfarreien in Kroatien:
  - Župa Glavosjek sv. Ivana Krstitelja im Dorf Berak (Gemeinde Tompojevci; Gespanschaft Vukovar-Syrmien)
  - Župa Glavosjek sv. Ivana Krstitelja in Donji Andrijevci
  - Župa Rođenja presvete Bogorodice im Dorf Mikluševci (Gemeinde Tompojevci; Gespanschaft Vukovar-Syrmien)
  - Župa Pokrova presvete Bogorodice im Dorf Petrovci (Gemeinde Bogdanovci; Gespanschaft Vukovar-Syrmien)
  - Župa sv. Dimitrija im Dorf Piškorevci (Gemeinde Đakovo)
  - Župa sv. Jozafata im Dorf Rajevo Selo (Gemeinde Drenovci; Gespanschaft Vukovar-Syrmien)
  - Župa Uzvišenja Sv. Križa in Vinkovci
  - Župa Krista Kralja in Vukovar

### Vikariat Dalmatien (Dalmatinski vikarijat)
- Im Gebiet des Vikariat Dalmatien gibt es 1 Kloster, 1 Pfarrei und 1 Pastoralzentrum:
  - Kloster
    - Samostan Pokrova Presvete Bogorodice im Ort Kricke (Stadt Drniš)

  - Pfarreien
    - Župa Krista Spasitelja in der Stadt Split

  - Pastoralzentren
    - Grkokatolički pastoralni centar in der Stadt Zadar

### Griechisch-katholisches Vikariat in Bosnien und Herzegowina (Grkokatolički vikarijat u Bosni i Hercegovini)

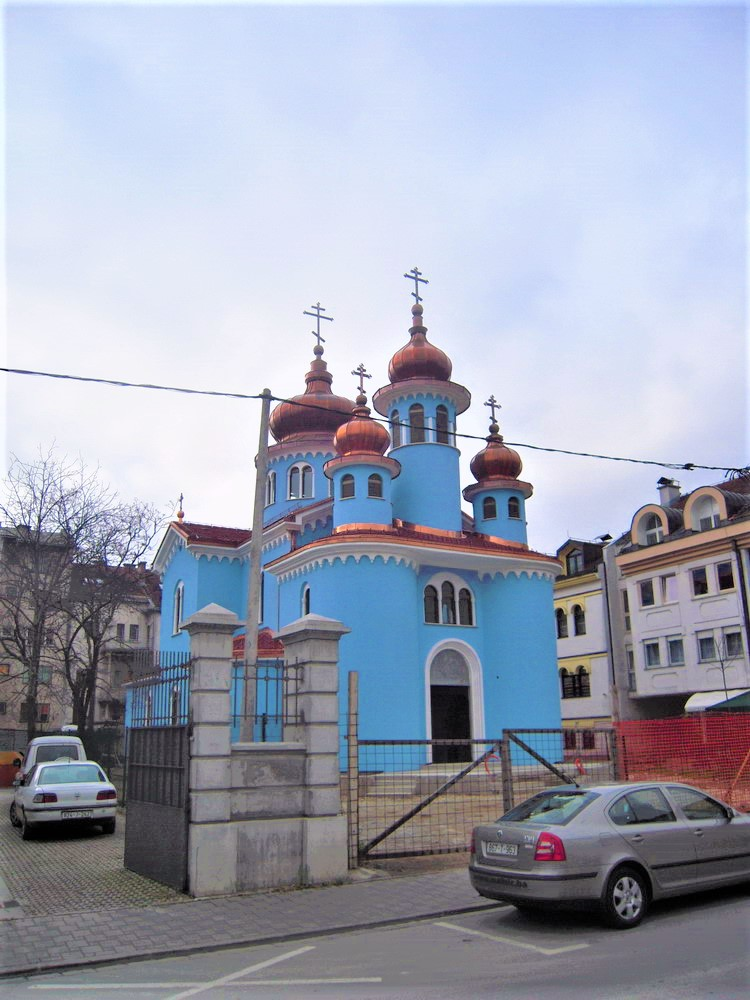
Crkva Hrista Carja in Banja Luka, Bosnien und Herzegowina

- Die Gemeinde des Vikariats Bosnien und Herzegowina (Parohija Bosansko-Hercegovačkog vikarijata) umfasst 10 Pfarreien und 1 Pastoralzentrum:
  - Pfarreien
    - Parohija Hrista Carja in Banja Luka
    - Parohija sv. Jozafata im Dorf Cerovljani (Gemeinde Gradiška)
    - Parohija Uspenija presvete Bogorodice in Derventa
    - Parohija Uspenija presvete Bogorodice in Devetina (Gemeinde Laktaši)
    - Parohija Roždenstvo presvete Bogorodice in Kamenica (Gemeinde Višegrad)
    - Parohija Presvete Euharistije in Kozarac
    - Parohija Roždenstvo presvete Bogorodice in Lepenica (Gemeinde Rogatica)
    - Parohija sv. Petra i Pavla im Dorf Lišnja (Gemeinde Prnjavor)
    - Parohija Preobraženja Gospodnjeg in der Stadt Prnjavor
    - Parohija Arhanđel Mihail im Dorf Dubrava Stara (Gemeinde Čelinac)

  - Pastoralzentren
    - Ukrajinski grkokatolički duhovni centar in der Stadt Prnjavor